# Twisted Metal: Small Brawl
Twisted Metal: Small Brawl es un videojuego de combate vehicular desarrollado por incógnito Inc. Entertainment y publicado por Sony Computer Entertainment para el PlayStation. Fue lanzado el 26 de noviembre de 2001.
Twisted Metal: Small Brawl es la sexta entrega de la serie de videojuegos Twisted Metal.

## Jugabilidad
Twisted Metal: Small Brawl es un juego de combate vehicular en el que el jugador toma el control de uno de los doce vehículos únicos mando a distancia. Mientras que en el control de un vehículo, el jugador puede acelerar, dirigir, freno, marcha atrás, activar el turbo, a su vez con fuerza, y alternar entre activar las armas que utilicen el dispositivo de juego de d-pad, joysticks analógicos y botones.

## Recepción
Twisted Metal: Small Brawl recibió críticas negativas a la mediana de los críticos. Trevor Ríos de GameSpot la conclusión de que "algunos serán inmediatamente rechazados por los gráficos y otros por el diseño más infantil, pero si tu PlayStation sigue coleando, es posible que desee comprobar hacia fuera." Escuchar la revista especula que esto debe de ser hermanos, donde el mal de Martha Stewart residen ". El Tejón de GameZone señaló que los gráficos se sentía "muy pendientes" y los cambios incluidos en el juego "[carecía] verdadera profundidad". Oficial EE.UU. PlayStation Magazine, dijo que el juego "no es un mal juego por cualquier medio, pero se siente como un paso definitivo en la dirección equivocada." GamePro dijo que el juego estaba "penosamente lenta" y que "no hay sentido real de la velocidad." Marcos Fujita de IGN comentó que los gráficos del juego, el sonido, la jugabilidad y diseño de los niveles eran peores que los anteriores títulos de Metal trenzado, criticando los gráficos como "atroz" y los menús de "horrendo". Kraig Kujawa de Electronic Gaming Monthly "que sobresale por debajo del fregadero de la cocina en el nivel" como la mejor característica en el juego, mientras que Shane Bettenhausen advirtió que "los veteranos de la serie no será" impresionado, y Christian Nutt desestimó el juego como "un chapucero, desordenado y carente de imaginación de adaptación". Game Informer comentó que el juego "ni siquiera a la altura de los cuatro primeros títulos de PSX en la serie."